# Лисова Слобода
Лисова Слобода — опустевшая деревня в Кашинском городском округе Тверской области.

## География
Находится в юго-восточной части Тверской области на расстоянии приблизительно 15 км на северо-запад по прямой от города Кашин на правом берегу речки Яхрома.

## История
Была отмечена на карте 1983 года. До 2018 года входила в состав ныне упразднённого Давыдовского сельского поселения.

## Население
Численность населения: приблизительно 30 человек (1983), 3 (русские 100 %) в 2002 году, 0 в 2010.